# Johann Reiner Stupp
Johann Reiner Stupp (* 12. September 1767 in Gymnich; † November 1825) war ein deutscher Jurist und Professor an der Universität Bonn.

## Biografie
Johann Reiner Stupp war der Sohn von Adolph Stupp, der als Sekretär des Hofratspräsidenten und Ersten Staatsministers Karl Otto Ludwig Theodat von und zu Gymnich  am Kurfürstlichen Hof zu Bonn arbeitete, und dessen Frau Maria Sophia, geborene Monsfeld. Wie seine beiden Brüder Friedrich Wilhelm und Gregor studierte auch Johann Reiner Stupp Philosophie und Jura in Bonn und Göttingen. Sein Studium erfolgte von 1786 bis 1789, danach war er 1791 für kurze Zeit in Würzburg und fungierte als „Vicehofmeister der churfürstlichen Edelknaben“. Nachdem er seine Studien in Göttingen beendet hatte, wurde er 1792 Professor für juristische Encyclopädie und römisches Recht an die kurfürstliche Universität Bonn. Dort war er befreundet mit dem Juristen Bartholomäus Fischenich und gehörte wie dieser zu einer jungen Generation Bonner Professoren im Bekanntenkreis von Ludwig van Beethoven. Im Jahr 1793 wurde er zum Geheimrat am kurfürstlichen Hof ernannt. Im gleichen Jahr wurde er Mitglied der 1787 gegründeten Lesegesellschaft Bonn, die das geistige Klima der Stadt prägte. Beethoven erwähnt Johann Reiner Stupp in einem Brief an Heinrich von Struve vom 17. September 1795.
Nach der Auflösung der Bonner Universität im Zuge der französischen Invasion wurden Stupp und andere Professoren arbeitslos, 1795 wurde er von den französischen Besatzern vorübergehend gefangen genommen. Zusammen mit anderen Jugendfreunden Beethovens wie Franz Gerhard Wegeler und Lorenz von Breuning floh er über Mergentheim nach Wien. Ob er dort blieb, ist unbekannt. Er blieb in Kontakt mit Wegeler und starb 1825, wobei Wegeler wenige Wochen später auch Beethoven in einem Brief vom 28. Dezember des Jahres davon unterrichtete.

## Werke
- De fatis bonorum possessionum sub imperatoribus post jureconsultos in pandectis excerptos programma. J. F. Abshoven, Bonn 1793 (Latein, Hochschulschrift).

## Belege
1. 1 2 3 4  
Julia Ronge: “When Will the Time Finally Come When There Will Only Be Humans”: An Unknown Letter from Beethoven to Heinrich von Struve. In: The Beethoven Journal. 35, Article 2. doi:10.55917/2771-3938.1002, (Volltext).
2. ↑  
Julia Ronge: „wann wird auch der Zeitpunkt kommen wo es nur Menschen geben wird.“ Ein unbekannter Brief Beethovens an Heinrich von Struve Faksimile und Kommentar. Jahresgabe des Vereins Beethoven-Haus 34, 2018. (Brief: Beethoven-Haus Bonn, NE 375)
3. 1 2  
Michael Ladenburger: Miszellen zu Beethovens Großvater oder: Was hat die Familie Beethoven mit dem Nachlass von Kurfürst Clemens August zu tun? Aufsatz verlinkt von michaelladenburger.blogspot.com, November 2020; abgerufen am 21. November 2023.
4. ↑  
Michael Ladenburger: Ludwig van Beethovens Beziehungen zum heutigen Erftstadt. In: Jahrbuch der Stadt Erftstadt 2022. Stadt Erftstadt 2021; S. 7–24, hier S. 20.

| Personendaten    | Personendaten                  |
| ---------------- | ------------------------------ |
| NAME             | Stupp, Johann Reiner           |
| KURZBESCHREIBUNG | deutscher Jurist und Professor |
| GEBURTSDATUM     | 12. September 1767             |
| GEBURTSORT       | Gymnich                        |
| STERBEDATUM      | November 1825                  |